# Boston Celtics 1985-1986
La stagione 1985-86 dei Boston Celtics fu la 40ª nella NBA per la franchigia.
I Boston Celtics vinsero la Atlantic Division della Eastern Conference con un record di 67-15. Nei play-off vinsero il primo turno con i Chicago Bulls (3-0), la semifinale di conference con gli Atlanta Hawks (4-1), la finale di conference con i Milwaukee Bucks (4-0), vincendo poi il titolo battendo nella finale NBA gli Houston Rockets (4-2).
Larry Bird, per la terza volta consecutiva, venne eletto MVP. A Bill Walton andò il riconoscimento per il miglior sesto uomo.
I Celtics 1985-1986 sono stati inseriti nel 1996 tra le 10 migliori squadre della storia NBA.

## Eastern Conference
| Squadra            | V  | P  | %    | GB |
| ------------------ | -- | -- | ---- | -- |
| Boston Celtics C   | 67 | 15 | 81,7 | -  |
| Philadelphia 76ers | 54 | 28 | 65,9 | 13 |
| N.J. Nets          | 39 | 43 | 47,6 | 28 |
| Washington Bullets | 39 | 43 | 47,6 | 28 |
| N.Y. Knicks        | 23 | 59 | 28   | 44 |

## Roster
| \| Pos. \| Num. \| Naz. \| Nome \| Altezza \| Peso \| Data nascita \| Provenienza \| \| ---- \| ---- \| ---- \| ---------------- \| ------- \| ------ \| ------------ \| -------------- \| \| G/AP \| 44 \| \| Ainge, Danny \| 193 cm \| 79 kg \| 17-03-1959 \| Brigham Young \| \| A \| 33 \| \| Bird, Larry \| 206 cm \| 100 kg \| 07-12-1956 \| Indiana State \| \| G \| 34 \| \| Carlisle, Rick \| 196 cm \| 95 kg \| 27-10-1959 \| Virginia \| \| G \| 3 \| \| Johnson, Dennis \| 193 cm \| 84 kg \| 18-09-1954 \| Pepperdine \| \| C \| 50 \| \| Kite, Greg \| 211 cm \| 113 kg \| 05-08-1961 \| Brigham Young \| \| A/C \| 32 \| \| McHale, Kevin \| 208 cm \| 95 kg \| 19-12-1957 \| Minnesota \| \| C \| 00 \| \| Parish, Robert \| 213 cm \| 104 kg \| 30-08-1953 \| Centenary \| \| G \| 12 \| \| Sichting, Jerry \| 185 cm \| 76 kg \| 29-11-1956 \| Purdue \| \| G/AP \| 45 \| \| Thirdkill, David \| 201 cm \| 88 kg \| 12-04-1960 \| Bradley \| \| G \| 11 \| \| Vincent, Sam \| 188 cm \| 84 kg \| 18-05-1963 \| Michigan State \| \| C \| 5 \| \| Walton, Bill \| 211 cm \| 95 kg \| 5-11-1952 \| UCLA \| \| G/AP \| 8 \| \| Wedman, Scott \| 201 cm \| 98 kg \| 29-07-1952 \| Colorado \| \| G/AP \| 35 \| \| Williams, Sly \| 201 cm \| 95 kg \| 26-01-1958 \| Rhode Island \| | Allenatore - K.C. Jones Assistente/i - Jimmy Rodgers (Vice) - Chris Ford (Vice) - Ed Badger (Vice) - Ray Melchiorre (Preparatore atletico) Legenda - (C) Capitano - (FA) Free agent - (S) Sospeso - (TW) Contratto Two-way - (GL) Assegnato a squadra G League affiliata - Infortunato Roster • Transazioni · Ultima transazione: 30 giugno 1986 |                        |                  |         |        |              |                |
| Pos. | Num. | Naz.                   | Nome             | Altezza | Peso   | Data nascita | Provenienza    |
| G/AP | 44 | Stati Uniti (bandiera) | Ainge, Danny     | 193 cm  | 79 kg  | 17-03-1959   | Brigham Young  |
| A | 33 | Stati Uniti (bandiera) | Bird, Larry      | 206 cm  | 100 kg | 07-12-1956   | Indiana State  |
| G | 34 | Stati Uniti (bandiera) | Carlisle, Rick   | 196 cm  | 95 kg  | 27-10-1959   | Virginia       |
| G | 3 | Stati Uniti (bandiera) | Johnson, Dennis  | 193 cm  | 84 kg  | 18-09-1954   | Pepperdine     |
| C | 50 | Stati Uniti (bandiera) | Kite, Greg       | 211 cm  | 113 kg | 05-08-1961   | Brigham Young  |
| A/C | 32 | Stati Uniti (bandiera) | McHale, Kevin    | 208 cm  | 95 kg  | 19-12-1957   | Minnesota      |
| C | 00 | Stati Uniti (bandiera) | Parish, Robert   | 213 cm  | 104 kg | 30-08-1953   | Centenary      |
| G | 12 | Stati Uniti (bandiera) | Sichting, Jerry  | 185 cm  | 76 kg  | 29-11-1956   | Purdue         |
| G/AP | 45 | Stati Uniti (bandiera) | Thirdkill, David | 201 cm  | 88 kg  | 12-04-1960   | Bradley        |
| G | 11 | Stati Uniti (bandiera) | Vincent, Sam     | 188 cm  | 84 kg  | 18-05-1963   | Michigan State |
| C | 5 | Stati Uniti (bandiera) | Walton, Bill     | 211 cm  | 95 kg  | 5-11-1952    | UCLA           |
| G/AP | 8 | Stati Uniti (bandiera) | Wedman, Scott    | 201 cm  | 98 kg  | 29-07-1952   | Colorado       |
| G/AP | 35 | Stati Uniti (bandiera) | Williams, Sly    | 201 cm  | 95 kg  | 26-01-1958   | Rhode Island   |